# Liste des épisodes de Rozen Maiden
 (février 2025).
Si vous disposez d'ouvrages ou d'articles de référence ou si vous connaissez des sites web de qualité traitant du thème abordé ici, merci de compléter l'article en donnant les références utiles à sa vérifiabilité et en les liant à la section « Notes et références ».
Cette page liste les épisodes des différentes adaptations en version anime du manga Rozen Maiden.

## Rozen Maiden
| No | Titre français                     | Titre japonais           | Titre japonais | Date de 1re diffusion |
| No | Titre français                     | Kanji                    | Rōmaji         | Date de 1re diffusion |
| -- | ---------------------------------- | ------------------------ | -------------- | --------------------- |
| 01 | La demoiselle à la rose            | 薔薇乙女 Fräulein Rose   | Bara Otome     | 7 octobre 2004        |
| 02 | Petite baie                        | 雛苺 Kleine Beere        | Hinaichigo     | 14 octobre 2004       |
| 03 | Suigintou: Lampe de Mercure        | 水銀燈 Mercury Lampe     | Suigintō       | 21 octobre 2004       |
| 04 | Suiseiseki: Etoile de Jade         | 翠星石 Jade Stern        | Suiseiseki     | 28 octobre 2004       |
| 05 | Les escaliers                      | 階段 Die Treppe          | Kaidan         | 4 novembre 2004       |
| 06 | Larmes                             | 涙 Tränen                | Namida         | 11 novembre 2004      |
| 07 | Rêves                              | 夢 Träume                | Yume           | 18 novembre 2004      |
| 08 | Souseiseki: Etoile de Lapis-Lazuli | 蒼星石 Lapislazuli Stern | Sōseiseki      | 25 novembre 2004      |
| 09 | La rage                            | 檻 Das Gefängnis         | Ori            | 2 décembre 2004       |
| 10 | Séparation                         | 別離 Abschied            | Betsuri        | 9 décembre 2004       |
| 11 | Destin                             | 運命 Schicksal           | Unmei          | 16 décembre 2004      |
| 12 | Shinku: Eclat du Rubis             | 真紅 Reiner Rubin        | Shinku         | 23 décembre 2004      |

## Rozen Maiden Träumend
| No | Titre français                | Titre japonais         | Titre japonais | Date de 1re diffusion |
| No | Titre français                | Kanji                  | Rōmaji         | Date de 1re diffusion |
| -- | ----------------------------- | ---------------------- | -------------- | --------------------- |
| 01 | Bara Suishou: Rose de Cristal | 薔薇水晶 Rozenkristall | Bara Suishō    | 20 octobre 2005       |
| 02 | Enju                          | 槐 Enju                | Enju           | 27 octobre 2005       |
| 03 | Kanaria                       | 金糸雀 Kanarienvogel   | Kanariya       | 3 novembre 2005       |
| 04 | Un pacte                      | 契約 Vereinbarung      | Keiyaku        | 10 novembre 2005      |
| 05 | La lettre                     | 手紙 Der Brief         | Tegami         | 17 novembre 2005      |
| 06 | Un ange                       | 天使 Engel             | Tenshi         | 24 novembre 2005      |
| 07 | Une partie de thé             | 茶会 Teegesellschaft   | Chakai         | 1er décembre 2005     |
| 08 | Le maître des marionnettes    | 人形師 Puppenmacher    | Ningyōshi      | 8 décembre 2005       |
| 09 | Avertissement                 | 戒 Der Tadel           | Kai / Imashime | 15 décembre 2005      |
| 10 | Tomoe                         | 巴 Tomoe               | Tomoe          | 12 janvier 2006       |
| 11 | Jardin de roses               | 薔薇園 Rosengarten     | Baraen         | 19 janvier 2006       |
| 12 | Alice                         | 少女 Alice             | Shōjo          | 26 janvier 2006       |

## Rozen Maiden Ouvertüre
| No | Titre français | Titre japonais | Titre japonais | Date de 1re diffusion |
| No | Titre français | Kanji          | Rōmaji         | Date de 1re diffusion |
| -- | -------------- | -------------- | -------------- | --------------------- |
| 01 | Éternité       | 悠久 Ewigkeit  | Yūkyū          | 22 décembre 2006      |
| 02 | Vanité         | 虚飾 Eitelkeit | Kyoshoku       | 23 décembre 2006      |

## Rozen Maiden Zurückspulen
| No | Titre français                                        | Titre japonais     | Titre japonais       | Date de 1re diffusion |
| No | Titre français                                        | Kanji              | Rōmaji               | Date de 1re diffusion |
| -- | ----------------------------------------------------- | ------------------ | -------------------- | --------------------- |
| 01 | Tale 1 - Le Alice Game                                | アリスゲーム       | Arisu Gēmu           | 4 juillet 2013        |
| 02 | Tale 2 - How to make a Girl [Comment faire une Fille] | 少女のつくり方     | Shōjo no Tsukurikata | 11 juillet 2013       |
| 03 | Tale 3 - L'éveil de Shinku                            | 真紅の目覚め       | Shinku no Mezame     | 18 juillet 2013       |
| 04 | Tale 4 - Théière                                      | ティーポット       | Tīpotto              | 25 juillet 2013       |
| 05 | Tale 5 - Les Plumes Noires de l'Ange                  | 天使の黒い羽根     | Tenshi no Kuroi Hane | 1er août 2013         |
| 06 | Tale 6 - Jusqu'au Dernier Quartier de Lune            | 下弦の月まで       | Kagen no Tsuki made  | 8 août 2013           |
| 07 | Tale 7 - Le Temps Existant                            | 存在した時間       | Sonzaishita Jikan    | 15 août 2013          |
| 08 | Tale 8 - Poupée Antique                               | アンティークドール | Antīku Dōru          | 22 août 2013          |
| 09 | Tale 9 - L'Illusion de la Rose Blanche                | 幻影の白薔薇       | Gen'ei no Shiro-bara | 29 août 2013          |
| 10 | Tale 10 - Choix aveuglant                             | 見えない選択肢     | Mienai Sentakushi    | 5 septembre 2013      |
| 11 | Tale 11 - Promesse et Mensonge                        | 約束と嘘           | Yakusoku to Uso      | 12 septembre 2013     |
| 12 | Tale 12 - Rosa Mystica                                | ローザミスティカ   | Rōza Misutika        | 19 septembre 2013     |
| 13 | Tale 13 - N'oublie pas                                | わすれないで       | Wasurenaide          | 26 septembre 2013     |